# 1982년 대한민국 공군 C-123 추락 사고
1982년 대한민국 공군 C-123 추락 사고는 1982년 2월 5일에 성남 서울공항을 이륙해 제주국제공항으로 향하던 대한민국 공군 소속 C-123 군용기가 한라산 관음사 지구에 추락한 사고로 이 군용기에 탑승한 육군특수전사령부의 제707특수임무단 소속 47명과 공군 소속 6명의 장병 등 총 53명이 전원 순직했다.

## 논란
사고 당시 군은 "대간첩작전을 수행하다가 사고가 발생했다"고 밝혔으나 원래는 전두환의 제주국제공항 준공식 및 연두순시의 경호를 위한 이른바 '봉황새 1호 작전'을 수행하기 위해 이동하던 도중이었는데 이러한 사실은 당시 보도 통제 때문에 아예 보도조차 되지 못했으며 일부 유가족들은 "아직도 사고 현장의 땅을 파면 사고기의 잔해와 시체가 나온다"며 군의 부실한 조사를 비판하기도 했다.

## 관련 미디어
- 꼬리에 꼬리를 무는 그날 이야기 (SBS, 2023년 3월 9일)